# Phylica diffusa
Phylica diffusa är en brakvedsväxtart som beskrevs av Neville Stuart Pillans. Phylica diffusa ingår i släktet Phylica och familjen brakvedsväxter. Utöver nominatformen finns också underarten P. d. burchellii.